# Battista Mario Salvatore Ricca
Battista Mario Salvatore Ricca, auch Don Battista, (* 22. Januar 1956 in Offlaga, Provinz Brescia) ist ein italienischer Diplomat des Heiligen Stuhls.
Ricca ist im diplomatischen Dienst des Staatssekretariat des Vatikans tätig. Er ist zudem Direktor der Häuser Domus Sanctae Marthae, Domus Internationalis Paulus VI und Domus Romana Sacerdotalis sowie der Casa San Benedetto.
Papst Franziskus ernannte ihn am 15. Juni 2013 mit sofortiger Wirkung und ad interim zum Prälaten für das Istituto per le Opere di Religione (IOR). Ricca ist somit als Sekretär der Kardinalskommission von Kardinal Tarcisio Bertone das Verbindungsglied mit dem Aufsichtsrat des IOR. Er folgt Piero Pioppo, der von 2006 bis 2011 als Prälat für das IOR tätig war.
Am 19. Juli 2013 veröffentlichte die Wochenzeitung L’Espresso zu einem Titelblatt mit der Schlagzeile La Lobby Gay einen Bericht des Journalisten Sandro Magister, in dem Battista Ricca mehrere gleichgeschlechtliche Affären unterstellt wurden. Der US-amerikanische Blogger Rocco Palmo kommentierte dies mit den Worten: The natives' "Save the Bank" campaign just got uglier. (Die "Rettet die Bank"-Kampagne der Einheimischen wurde eben hässlicher).